# Skála (ort i Grekland, Joniska öarna)
Skála är en ort i Grekland.   Den ligger i prefekturen Nomós Kefallinías och regionen Joniska öarna, i den sydvästra delen av landet, 260 km väster om huvudstaden Aten. Skála ligger 66 meter över havet och antalet invånare är 448. Den ligger på ön Kefalinia.
Terrängen runt Skála är kuperad norrut, men åt nordväst är den bergig. Havet är nära Skála åt sydost.  Närmaste större samhälle är Póros, 9,1 km norr om Skála. 